# Medicinsk status
Ett medicinskt status är en beskrivning av fynden som görs vid en läkarundersökning men kan också innebära ihållande anfall, t.ex. status asthmaticus vid astma och status epilepticus vid epilepsi.
Fastställandet av en patients medicinska status grundas på en bedömning av dennes allmäntillstånd. Om detta kan anses normalt avgörs av en undersökning av följande faktorer:
- Patientens medvetandegrad och omgivningsuppfattning samt psykiska stämning (cerebral förmåga),

- Begränsningar i patientens cirkulation inom blodomlopp och andningsvägar,

- Bedömning av patientens andningsmönster och andningsfrekvens (normalt 12 - 16 per minut) i form av hypoventilation, hyperventilation, takypné eller dyspné,

- Observation av onormal nutrition såsom undernäring eller övervikt,

- Kroppstemperatur (normalt 36,0 – 37,5 °C),

- Övriga observationer som smärta, alkoholpåverkan, drogpåverkan, avvikande kroppslukt, svettning.